# Херрляйн, Фридрих
Фридрих Херрляйн (нем. Friedrich Herrlein; 27 апреля 1889 — 28 июля 1974) — германский военачальник, генерал пехоты (1944), участник Первой и Второй мировых войн. Кавалер Рыцарского креста Железного креста (1941).

## Биография
Поступил на службу в 1910 году после обучения в кадетском корпусе главной кадетской школы в Берлине-Лихтерфельде. В том же году он поступил в военное училище в Данциге, с 1911 года — лейтенант 3-го гвардейского пехотного полка. 
Участвовал в Первой мировой войне, награждён Железным крестом обоих классов. 18 июня 1915 года получил звание обер-лейтенанта, позже был тяжело ранен. С февраля 1917 года — адъютант во 2-й гвардейской стрелковой бригаде, заслужил орден дома Гогенцоллернов с мечами. С декабря 1917 года направлен в 1-й гвардейский пехотный полк. В феврале 1918 года назначен адъютантом 1-й гвардейской резервной пехотной бригады. С мая 1918 года проходил подготовку в Генштабе, 20 июня 1918 года получил звание капитана. 
После поражения — в рейхсвере. С 1931 года — майор, с 1934 года — подполковник. 1 октября 1934 года назначен командиром 1-го батальона Ольденбургского пехотного полка, 15 октября 1935 года — 1-го батальона 65-го пехотного полка, с 6 октября 1936 года — командир 116-го пехотного полка. 1 января 1937 года получил звание полковника. 
В начале Второй мировой войны он и его полк дислоцировались на Западе. Весной 1940 года во главе полка участвовал во Французской кампании. 
1 января 1941 года получил звание генерал-майора. 15 февраля 1941 года назначен командиром 71-й пехотной дивизии, 28 марта 1941 года — командиром 18-й пехотной (моторизованной) дивизии. Командовал 18-й моторизованной дивизией в войне против СССР, действовал на северном фланге группы армий «Центр» в составе сначала 57-го мотокорпуса, затем 39-го мотокорпуса 3-й танковой группы Г. Гота, участвовал в осаде Полоцка и наступлении на Городок и Усвяты. 
С сентября 1941 года — в составе группы армий «Север». 22 сентября 1941 года за взятие железнодорожного моста у Кириши под Ленинградом получил Рыцарский крест Железного креста. 15 декабря 1941 года по болезни оставил командование дивизией. 
22 февраля 1942 года, после выздоровления — в резерве ОКХ. 1 сентября 1942 года получил звание генерал-лейтенанта. В октябре 1943 года назначен командиром LV армейского корпуса в Белоруссии. В январе—мае 1944 года — в длительном отпуске. 1 февраля 1944 года получил звание генерала пехоты. В мае 1944 года вернулся к командованию LV армейским корпусом, оборонялся в Белоруссии, вынужден был отступить в Восточную Пруссию. Оставил командование корпусом в начале февраля 1945 года. 
18 апреля 1945 года попал в плен к англичанам. Освобожден в мае 1948 года. 
После Второй мировой войны интенсивно работал над франко-германским сотрудничеством.